# Egil Krogh
Egil "Bud" Krogh Jr, född 3 augusti 1939 i Chicago, Illinois, död 18 januari 2020 i Washington DC, var en amerikansk advokat som blev beryktad som tjänsteman i Nixon-administrationen och som fängslades för sin del i Watergateaffären. Han var Senior Fellow för etik och ledarskap vid Center for the Study of the Presidency and Congress och rådgivare till direktören vid The School for Ethics and Global Leadership.

## Utbildning
Krogh utexaminerades med högsta betyg från Principia College i Elsah i Illinois 1961. Efter tjänstgöring i US Navy som kommunikationsofficer ombord USS Yorktown (1962–1965) tog han examen vid University of Washington School of Law 1968.

## Karriär
Krogh anställdes av Hullin, Ehrlichman, Roberts och Hodge, Seattle, advokatbyrå med familjevännen John Ehrlichman, och arbetade med Ehrlichman för Richard Nixons presidentkampanj 1968. Efter att Nixon valts hjälpte Krogh till med arrangemangen för hans installation som USA:s president. Krogh följde med Nixon till Vita huset som rådgivare i District of Columbia och tjänstgjorde senare som kontaktperson till Federal Bureau of Investigation och Bureau of Narcotics and Dangerous Drugs. Det var där han träffade Gordon Liddy.

### Byrån för speciella utredningar
Ehrlichman gjorde Krogh till chef för "specialutredningsenheten" (SIU) i Vita huset, som anklagades för att ha undersökt information som lämnats hemligt till pressen av administrationspersonal. Krogh och hans medarbetare blev kända som "rörmokare" - ett hemligt team som anklagats för att fixa "läckor." Detta var dock ett osannolikt val med tanke på att Krogh hade ett rykte om att följa lagen så noggrant att hans vänner gav honom det ironiska smeknamnet "Evil Krogh". Krogh tog in Liddy till sitt nya kontor.
När administrationen beslutade att förfölja Pentagon Papers-läckorna var det Krogh som godkände inbrottet i september 1971 på Lewis Fieldings kontor där Liddy och E. Howard Hunt skulle begå det faktiska inbrottet. Ironiskt nog skulle Ehrlichman, som själv åkte i fängelse för Watergate-relaterade brott, senare skriva i sina memoarer att detta var ett exempel på "så tveksamt personligt omdöme ... att det måste sägas att Krogh väsentligt bidragit till undergången för Nixons administration." Kroghs anställning i SIU avslutades när han vägrade att godkänna ett inspelningsband.
När Watergateskandalen avslöjades var Krogh inblandad. Den 30 november 1973 erkände Krogh sig skyldig till anklagelserna om konspirationer för att kränka Fieldings medborgerliga rättigheter och gick med på att samarbeta med åklagaren. Han dömdes till sex års fängelse, men avtjänade bara fyra och en halv månad. Krogh avskedades av Washingtons högsta domstol 1975. År 1977 ansökte han om att få återuppta sitt yrke som advokat med hänsyn till hans erkännande av försummelser. Denna framställan avslogs, men 1980 bestämdes efter en ny framställan att han kunde återgå till sin profession.
Efter att 1980 ha återupptagit sitt arbete som advokat blev Krogh partner vid advokatbyrån Krogh & Leonard i Seattle och arbetade med juridisk konsultation och medlingstjänster till energibolag och andra klienter. Efter pensionering 2007 blev han en frekvent föreläsare i ämnet juridisk etik.